# 矢作有紀奈
矢作有紀奈（1995年3月13日—）是日本前偶像藝人，為女子偶像團體SKE48 Team KII原成員，埼玉縣出身。

## 人物
- 鞋码：23.5cm
- 三围：胸围79cm、腰围60cm、臀围79cm[1]
- 兴趣：舞蹈、品尝美食及复刻韩流歌舞。
- 特长：舞蹈，心肺复苏。
- 大学就读于昭和大學（日语：昭和大学）[2]。
- 父亲是会社社长。[2]
- 妹妹矢作萌夏曾是AKB48 Team K成員，為選秀3期生。
- 憧憬的成员为Team S的松井珠理奈及Team KII的惣田紗莉渚。

## 经历

### 出道前
矢作在进入演艺圈前，曾在日本青少年时尚杂志《Pichilemon》以读者模特儿的身份等从事艺能活动。

### 2016年
3月，与妹妹矢作萌夏一起，结成5人女子偶像组合“Le Petite Fleurie”（ルプティフルリエ），以最年長的身分擔任隊長。6月，团体的官方网站正式启用，也开始了偶像生涯。
8月9日，SKE48第20张单曲《金的爱，银的爱》LINE LIVE发售纪念特别节目上，宣布SKE48第8期生招募开始（8月10日-9月9日，11-22岁女性），此招募也是自2014年夏季所公开的第7期生后，时隔了二年再次举办的普通徵选，而矢作也报名了此活动。
8月19日，Le Ptetite Fleurie初次举办了在PLUM LIVE STAGE@AKIHABARA所举办的团体演唱会。
10月8日，矢作的妹妹矢作萌夏作为AKB48第16期合格者亮相于SHOWROOM（编号29番），也在AKB48的粉丝间成为话题，而Le Ptetite Fleurie所属的經紀公司凯特雅传播（Cattleya promotion）官方网站也删除了矢作姐妹所有信息。
10月17日，SKE48第8期生徵选宣布追加SHOWROOM部门审查，受验生65名于10月20日-26日未公开姓名在视频网站SHOWROOM直播，矢作有纪奈以编号27号参与了此徵选。10月29日，在8期生的最终审查，矢作成为进入了23名合格者的名单中最年长的成员。
11月19日，矢作首次以8期生的身份在爱知艺术剧场所举办的‘SKE48 59人Solo演唱会～未来的Center是谁？’ 演唱会初日昼公演上，作为研究生身份正式披露。

### 2017年
6月5日，矢作在研究生公演结束后被发表为SKE48第21张单曲《意外是芒果》（7月19日发行）的初次选拔成员，她也是8期生中第一位入选选拔的研究生，也是续后藤乐乐第二人以研究生身份进入选拔的人。6月17日，矢作参与了在冲绳所举办的「AKB48第49張單曲選拔總選舉」，不过却没有入选。
10月6日，矢作在SKE48的9周年纪念公演中被宣布与7期研究生的片冈成美一同升格至Team KII。

### 2018年
10月6日，由於無法兼顧學業，宣布將於同月底自SKE48畢業。11月10日，於當日舉行的SKE48劇場「青春女孩」公演後，正式自SKE48畢業。

## 参与曲目

### SKE48單曲
|      | 發行日期       | 單曲名稱          | 參與歌曲名稱     | 名義             | 收錄於 | MV | 備註         |
| ---- | -------------- | ----------------- | ---------------- | ---------------- | ------ | -- | ------------ |
| 21st | 2016年08月17日 | 意外是芒果        | 意外是芒果       |                  | 全版本 | ★  | 首次進入選拔 |
| 21st | 2016年08月17日 | 意外是芒果        | 踏上梦想的阶梯！ | 研究生           | 劇場盤 |    |              |
| 22nd | 2018年01月10日 | 無意識的色彩      | 破曉的野狼       | SAGAMI CHAIN選拔 | Type-B | ★  |              |
| 22nd | 2018年01月10日 | 無意識的色彩      | 不觸碰的浪漫     | 櫻情信32         | Type-D | ★  |              |
| 23rd | 2018年07月04日 | 突如其來Punchline | 誰的耳朵         | Team KII         | Type-B | ★  |              |
| 23rd | 2018年07月04日 | 突如其來Punchline | 大人的世界       | B・Laviere       | Type-D | ★  |              |

### SKE48專輯
|     | 發行日期       | 專輯名稱 | 參與歌曲名稱   | 名義   | MV | 備註 |
| --- | -------------- | -------- | -------------- | ------ | -- | ---- |
| 2nd | 2017年02月22日 | 革命之丘 | 情歌般的下課鈴 | 研究生 |    |      |